# Fausto Masnada
Pour les articles homonymes, voir Masnada.
Fausto Masnada (né le 6 novembre 1993 à Bergame en Lombardie) est un coureur cycliste italien, membre de l'équipe Quick-Step Alpha Vinyl. Son palmarès comprend notamment une étape du Tour d'Italie remportée en 2019.

## Biographie

### Débuts cyclistes et carrière chez les amateurs
En 2015, sous le maillot de l'équipe Colpack, il remporte notamment le Tour de Lombardie amateurs. L'année suivante, il s'impose quatre fois, au Giro del Medio Brenta, à Firenze-Mare, au Giro del Valdarno et à la Coppa Città di San Daniele, et montre de bonnes capacités de grimpeur. En fin de saison, il est stagiaire de l'équipe World Tour Lampre-Merida. 

### Carrière professionnelle
En 2017, il devient coureur professionnel au sein de l'équipe continentale professionnelle Androni Giocattoli. Pour sa première année sous ses nouvelles couleurs, il se classe troisième du Tour de Turquie. 
En 2018, il remporte le Tour de Hainan et le classement de montagne du Tour de Slovénie. La même année, il termine troisième du Tour des Apennins et termine vingt-sixième de son premier Tour d'Italie. 
En 2019, il gagne deux étapes du Tour des Alpes et le classement de montagne du Tour de Sicile, course où il termine troisième du classement général. Il est également deuxième du Tour des Apennins, derrière son coéquipier Mattia Cattaneo. En mai, il remporte son plus grand succès en gagnant la sixième étape du Tour d'Italie. Il est membre d'une échappée de treize coureurs d'où il s'échappe lors de la dernière ascension de la journée avec Valerio Conti. Masnada gagne l'étape et Conti s'empare du maillot rose.
En 2020, il passe en World Tour, la plus haute marche du cyclisme, chez CCC. Sous ses nouvelles couleurs, il lance sa saison en France sur le Tour de La Provence, 12e du classement général, le Tour des Alpes-Maritimes et du Var, 9e du général et 5e d'étape avant que la saison ne soit suspendue à cause de la pandémie de Covid-19. Il reprend la compétition lors de la Route d'Occitanie où il termine vingt-troisième du classement général. Il participe ensuite à la classique italienne Milan-San Remo (49e) avant d'être aligné sur le Critérium du Dauphiné, 6e d'étape, sa dernière course sous les couleurs de la CCC. Le 19 août, il signe un contrat avec effet immédiat en faveur de la formation Deceuninck-Quick Step pour disputer le Giro. L'équipe belge doit notamment faire face aux blessures et indisponibilités de Fabio Jakobsen, Remco Evenepoel, Yves Lampaert et Mattia Cattaneo.
Le 10 septembre, il est seulement devancé par Lucas Hamilton sur la quatrième étape de Tirreno-Adriatico dont il prend la 6e place du classement général. Il est le lieutenant de João Almeida sur le Tour d'Italie où le portugais porte le maillot rose entre la troisième et la dix-septième étape, terminant finalement quatrième. Malgré son rôle de coéquipier, Masnada rentre tout de même dans le top 10, 9e du général.
Masnada abandonne au cours de la douzième étape du Tour d'Italie 2021, atteint d'une tendinite au niveau d'un genou. En fin d'année, son contrat avec la formation belge est étendu jusqu'en fin d'année 2024.
Attendu sur le Tour d'Italie 2022 une mononucléose diagnostiquée en avril le contraint à renoncer à y participer.

## Palmarès

### Palmarès amateur
| - 2010 - Seriate-Vigolo - 2011 - Trofeo Città di Quarna - Trofeo Bigio l'Oster - Sandrigo-Monte Corno - Trofeo Flexform - 2e du Trophée de la ville de Loano - 2014 - Giro del Valdarno - 2e du Trofeo Gavardo Tecmor - 2015 - Trophée MP Filtri - Tour de Lombardie amateurs - 2e de la Coppa Collecchio | - 2016 - Giro del Medio Brenta - Giro del Valdarno - Firenze-Mare - Coppa Città di San Daniele - 2e de la Coppa San Geo - 2e du Trofeo Alcide Degasperi - 2e de la Coppa d'Inverno - 3e du Mémorial Angelo Fumagalli - 3e de Cirié-Pian della Mussa - 3e du Trofeo SC Corsanico |  |

### Palmarès professionnel
| - 2017 - 2e du Tour du Jura - 3e du Tour de Turquie - 2018 - Tour de Hainan : - Classement général - 8e étape - 3e du Tour des Apennins - 2019 - 3e et 5e étapes du Tour des Alpes - Tour d'Italie : - Prix de la combativité - Classement des sprints intermédiaires - 6e étape - 2e du Tour des Apennins - 3e du Tour de Sicile | - 2020 - 6e de Tirreno-Adriatico - 9e du Tour d'Italie - 2021 - 2e du championnat d'Italie sur route - 2e du Tour de Lombardie - 3e du Tour de Romandie - 3e de la Coppa Bernocchi - 10e du Tour des Émirats arabes unis - 2022 - 4e étape du Tour d'Oman - 2e du Tour d'Oman |  |

## Résultats sur les grands tours

### Tour d'Italie
5 participations
- 2018 : 26e
- 2019 : 20e,  vainqueur du Prix de la combativité, du classement des sprints intermédiaires et de la 6e étape
- 2020 : 9e
- 2021 : abandon (12e étape)
- 2025 : 41e

### Tour d'Espagne
1 participation
- 2022 : 57e

## Classements mondiaux
| Année                                 | 2012 | 2013 | 2014 | 2015 | 2016  | 2017 | 2018 | 2019 | 2020 | 2021 | 2022 | 2023 | 2024  |
| ------------------------------------- | ---- | ---- | ---- | ---- | ----- | ---- | ---- | ---- | ---- | ---- | ---- | ---- | ----- |
| Classement mondial                    |      |      |      |      | 1125e | 236e | 372e | 87e  | 84e  | 48e  | 302e | 413e | 1330e |
| UCI Europe Tour                       | 821e | nc   | 872e | 343e | 766e  | 527e | 238e | 71e  | 69e  | 40e  | 243e | nc   | nc    |
| UCI Asia Tour                         | nc   | nc   | nc   | nc   | nc    | 443e | nc   |      |      |      |      |      |       |
| UCI America Tour                      | nc   | nc   | nc   | nc   | nc    | nc   | 270e |      |      |      |      |      |       |
|                                       |      |      |      |      |       |      |      |      |      |      |      |      |       |
| Légende : nc = non classéSource : UCI |      |      |      |      |       |      |      |      |      |      |      |      |       |